# اندیس مرمریت بندان
مرمریت بندان یک اندیس مصالح ساختمانی است که در حوالی شهر بندان استان سیستان و بلوچستان قرار دارد و مادهٔ معدنی موجود در آن، مرمریت است.